# Мејнард (Минесота)
Мејнард (енгл. Maynard) град је у америчкој савезној држави Минесота.

## Демографија
По попису из 2010. године број становника је 366, што је 22 (-5,7%) становника мање него 2000. године.
| Група             | 2000.       | 2010.       |
| Белци             | 379 (97,7%) | 337 (92,1%) |
| Афроамериканци    | 0 (0,0%)    | 4 (1,1%)    |
| Азијати           | 2 (0,5%)    | 4 (1,1%)    |
| Хиспаноамериканци | 7 (1,8%)    | 20 (5,5%)   |
| Укупно            | 388         | 366         |